# HD40788
HD40788 — подвійна зоря. 
Ця подвійна система має видиму зоряну величину в смузі V приблизно 9,1.
Вона розташована на відстані близько 1055,5 світлових років від Сонця.

## Подвійна зоря
Головна зоря цієї системи належить до хімічно пекулярних зорь й має спектральний клас A2.
Інша компонента має спектральний клас Зорі спектрального класу .